# Hindu Kush
L'Hindu Kush, o Hindū Kūsh, o Hindukush (in persiano: هندوکش), chiamato storicamente Paropamiso (AFI: /paroˈpamizo/) o Parapamiso (/paraˈpamizo/), è una catena montuosa lunga poco meno di 1 000 km, che si estende dall'Afghanistan centro occidentale, alla provincia della frontiera del nord-ovest e alle aree tribali del Pakistan, propaggine occidentale delle catene del Pamir, del Karakorum, dell'Himalaya e, a sud-ovest, del Tian Shan.

## Estensione
La catena forma la porzione occidentale dell'Hindu Kush Himalayan Region (HKH); a nord, vicino alla sua estremità nordorientale. L'estremità orientale dell'Hindu Kush si unisce a nord al Karakorum. Verso l'estremità meridionale si connette con la catena Spin Ghar nei pressi del fiume Kabul.

## Etimologia

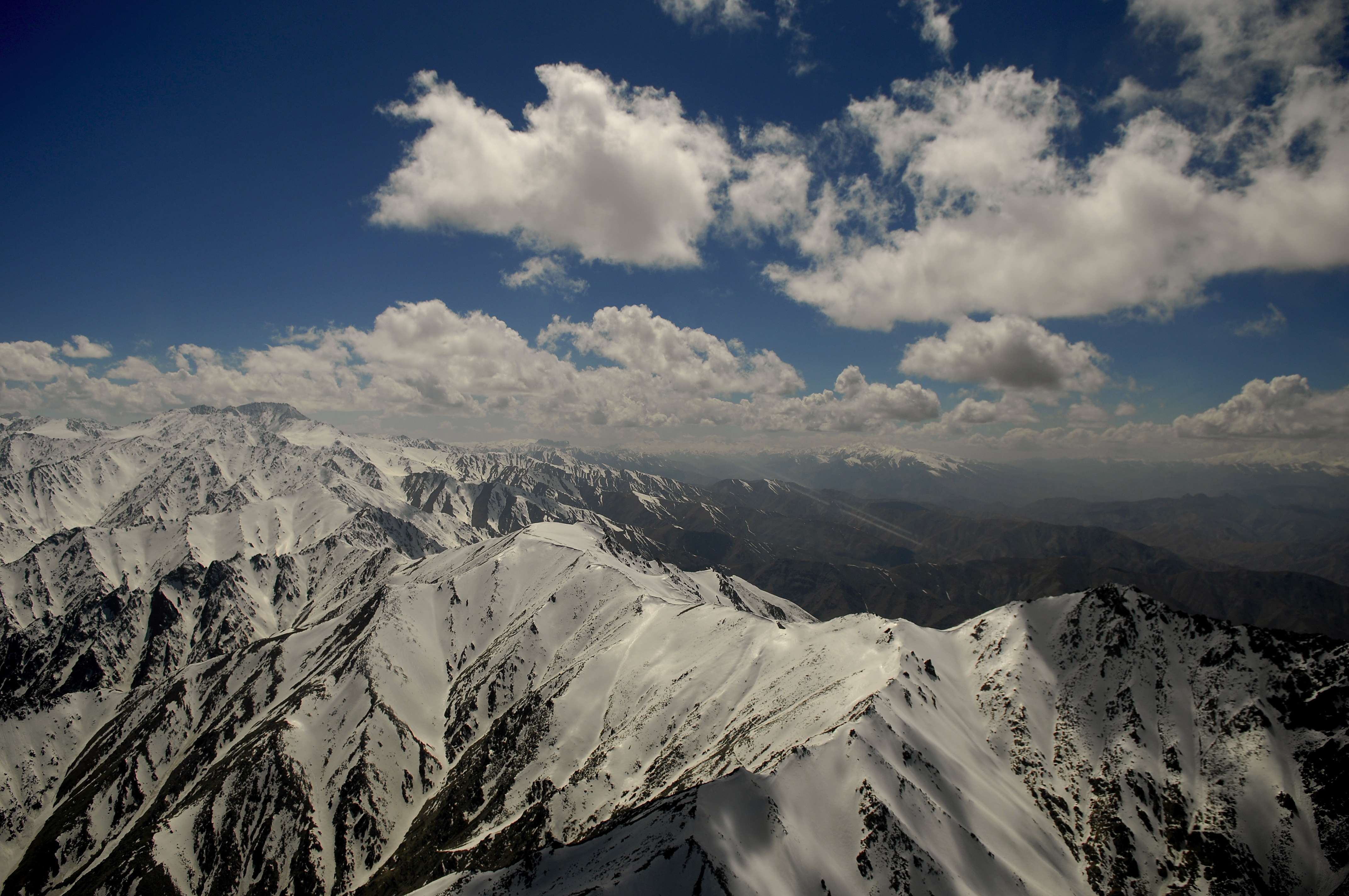
Le cime dell'Hindu Kush riprese da un C-130 Hercules dell' U.S. Air Force il 23 Aprile 2008, durante una missione cargo partita dalla Bagram Air Base, in Afghanistan.

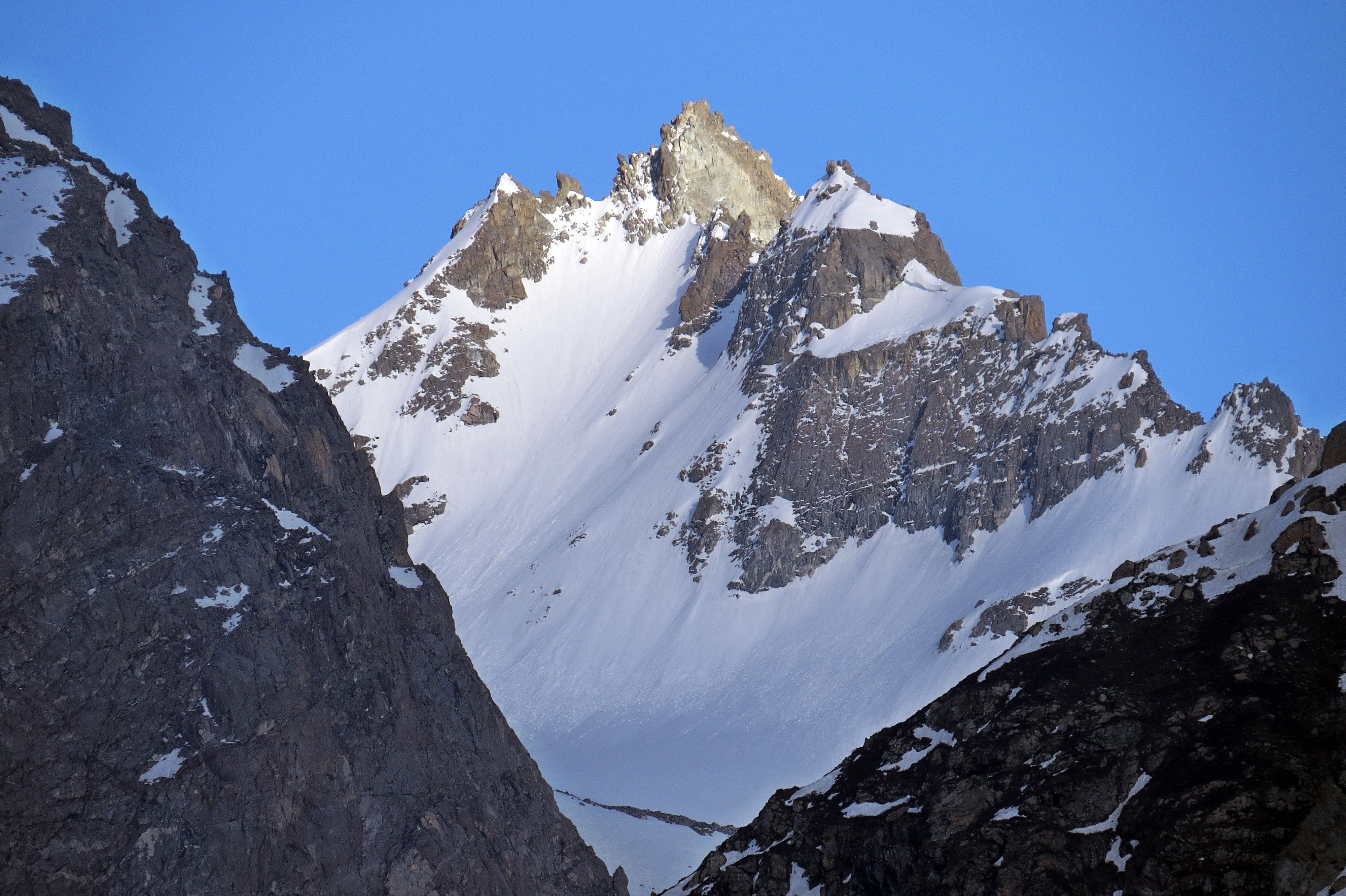
Le vette dell'Hindu Kush nei pressi di Kalam, nella Swat Valley del, Pakistan.

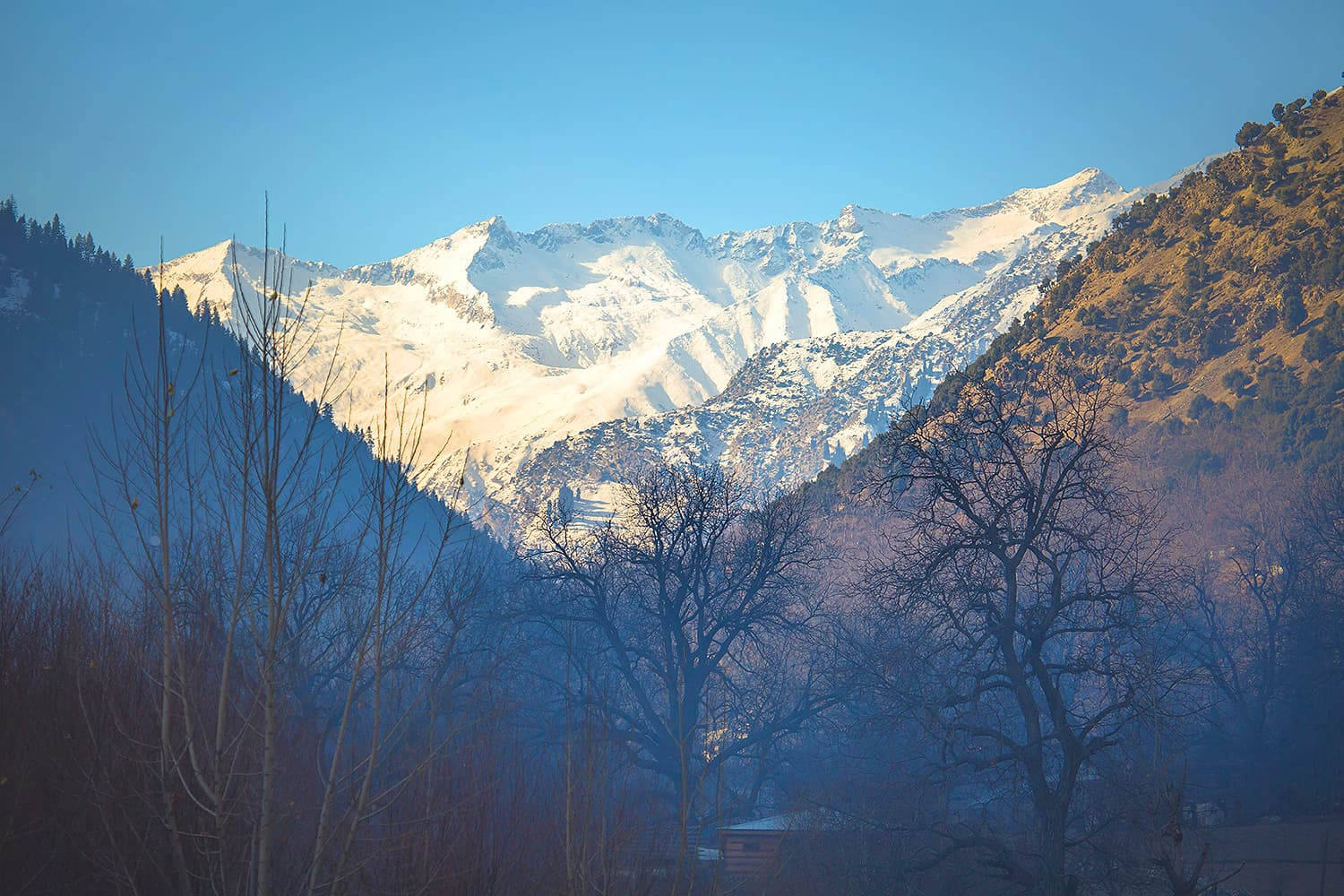

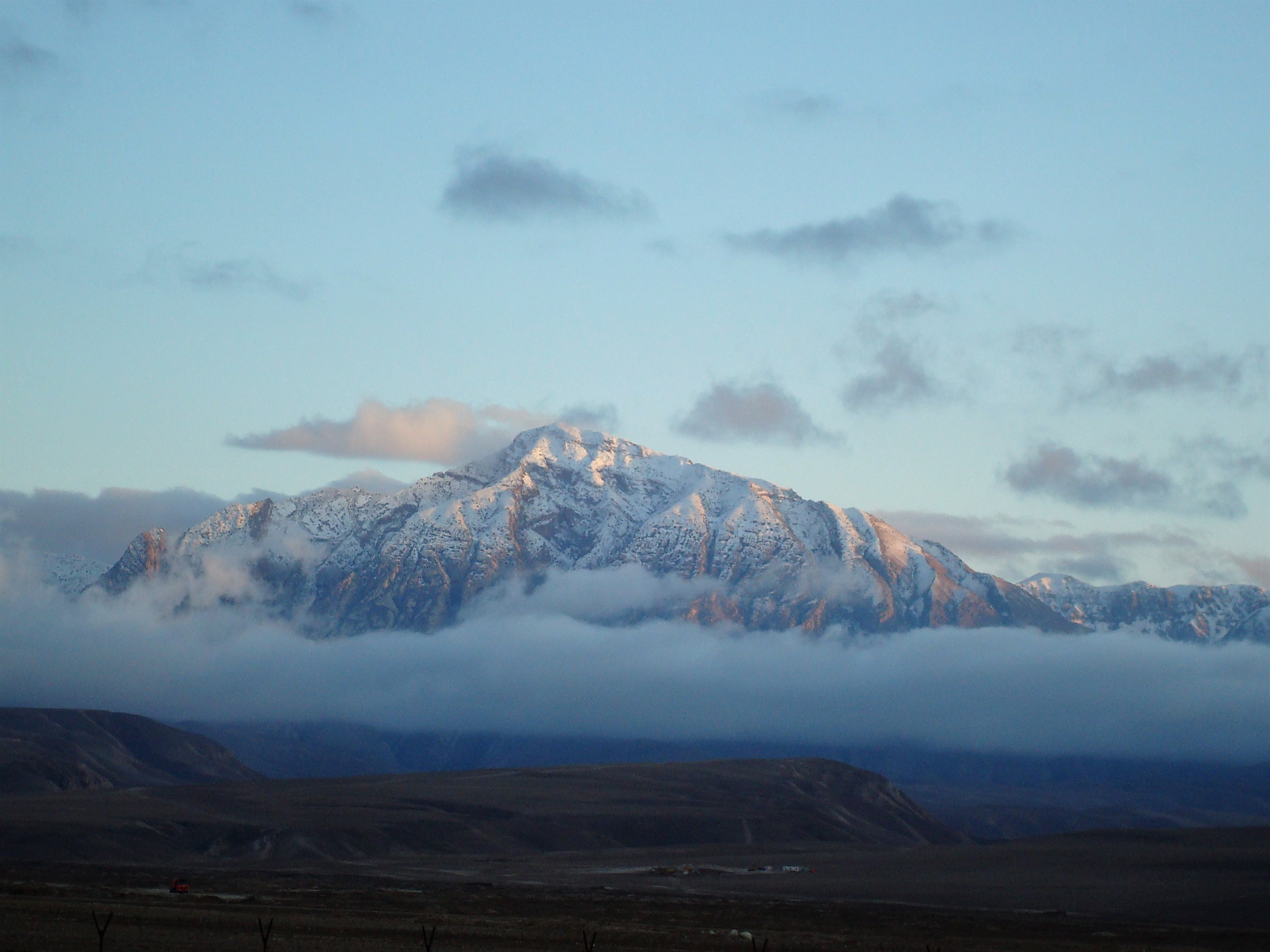
Cime dell'Hindu Kush viste dalla base militare di Camp Marmal a Mazar-e Sharif in Afghanistan.

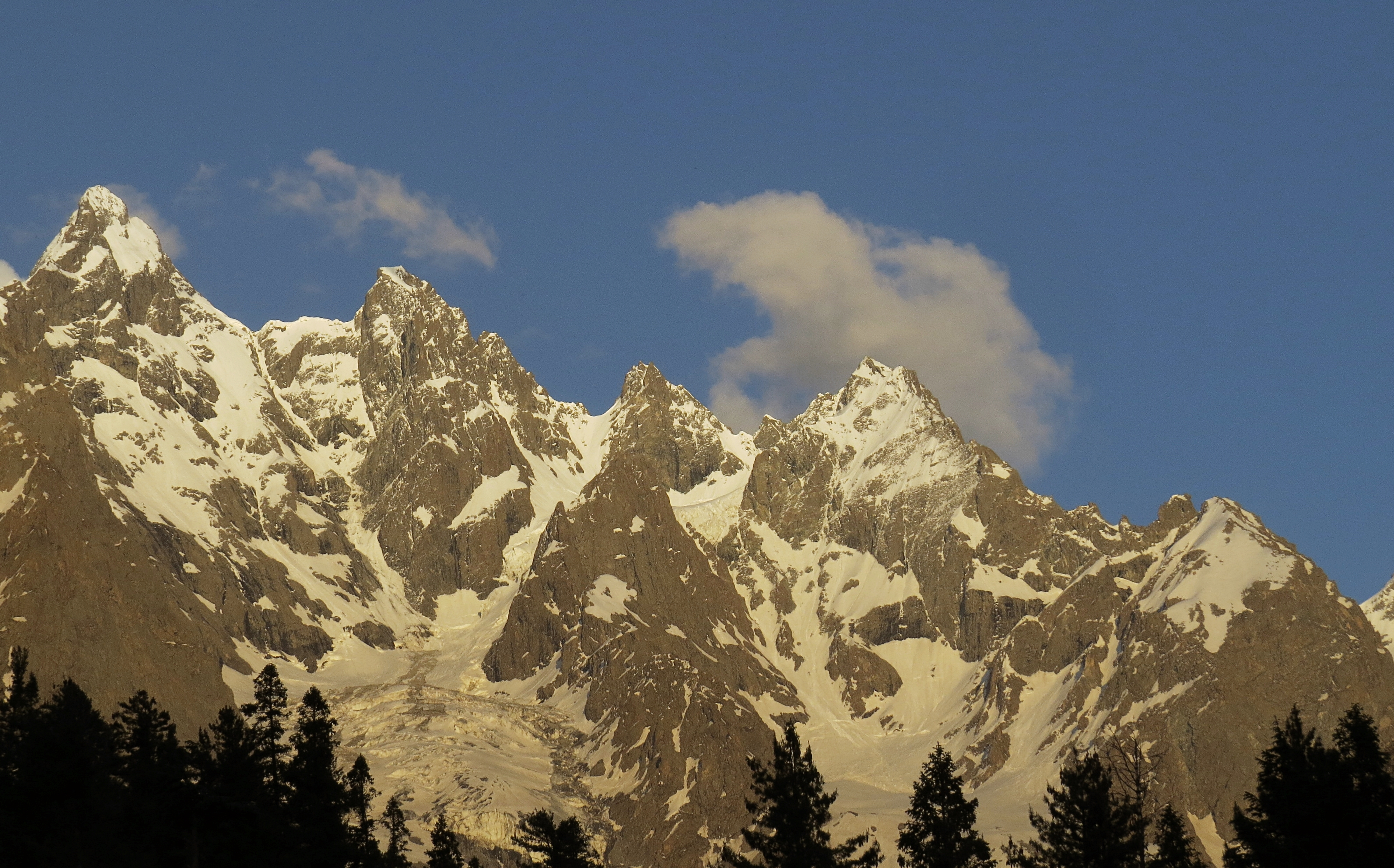
Vette innevate dell'Hindu Kush.

Il nome Hindu Kush è solitamente applicato all'intera catena che separa i bacini del Kabul e dell'Helmand da quello dell'Amu Darya (l'antico Oxus), o più specificamente, a quella parte della catena a nord-ovest di Kabul che venne chiamata il Caucaso (indiano) dagli storici al seguito di Alessandro Magno. Veniva chiamata dai greci anche Paropamiso (Παροπάμισος, in latino: Paropamīsus).
L'origine del termine Hindu Kush (e se questo si traduca in "uccisore di hindu", come generalmente riportato da molti autori) è motivo di discussione. Il primo uso noto del nome venne fatto dal famoso viaggiatore berbero musulmano Ibn Battūta (circa 1334), che scrisse: «Un'altra ragione per la nostra sosta fu la paura della neve, perché sulla strada si trova una montagna chiamata Hindūkūsh, che significa "Assassino di hindu", poiché i ragazzi e ragazze schiavi che vengono portati dall'Hind (India) vi muoiono in grande numero come conseguenza del freddo estremo e della quantità di neve.»
Questa viene però da molti considerata una falsa etimologia. Il nome potrebbe infatti derivare:
- dalla corruzione dell'espressione Caucasus Indicus.
- dalle ultime grandi montagne "assassine", così definite a causa delle perdite inflitte a coloro che le attraversavano nel percorso tra l'altopiano afghano e il subcontinente indiano.
- dalla corruzione di Hindu Koh, dalla parola persiana (moderna) Kuh ("montagna"). Rennel, che scriveva nel 1793, chiama la catena "Hindoo-Kho o Hindoo-Kush".
- da "Montagne dell'India" o "Montagne dell'Indo" (dal fiume Indo, il più grande fiume del Pakistan) in qualcuna delle lingue iraniche che ancora si parlano nella regione (molte cime, montagne e luoghi circostanti nella regione contengono nei loro nomi i termini "Kosh" o "Kush").
- da un presunto appellativo avestico che significa "montagne dell'acqua".
- da una corruzione di Hind-o Kushan, espressione che contiene il nome dell'Impero Kushan che dominò la regione all'inizio del primo millennio d.C.

Inoltre, nella moderna lingua persiana, la parola Kush deriva dal verbo Kushtan (sconfiggere, uccidere, sottomettere). Questo potrebbe essere interpretato come un ricordo dei prigionieri indiani che perivano nelle montagne durante il trasporto verso i mercati degli schiavi dell'Asia centrale.

## Descrizione
L'altezza delle montagne del sistema dell'Hindu Kush decresce spostandosi verso ovest. Le vette situate nell'Afghanistan orientale superano i 7.000 metri; la più alta, il Tirich Mir (che si trova in territorio pachistano), raggiunge i 7.705 metri (l'Everest, la montagna più alta del mondo, è alta 8.848 metri). Nella parte centrale, nella regione di Kabul, le massime altezze sono comprese tra i 4.500 e i 6.000 metri; più a ovest, variano tra i 3.500 e i 4.000 metri. L'altitudine media della catena è di 4.500 metri.
L'intero sistema si estende in longitudine per poco meno di 1.000 chilometri; l'ampiezza in direzione nord-sud è di circa 240 chilometri. Il nome di Hindu Kush è attribuito soltanto a una porzione del sistema della lunghezza di circa 600 chilometri; la parte restante consiste di molte catene minori, tra cui i Koh-e Baba, i monti Salang, Koh-e Paghman, Spin Ghar (detti anche Safid Koh orientali), i monti Sulaiman, i Siah Koh, Koh-e Khwaja Mohammad e Selseleh-e Band-e Turkestan. I Safid Koh occidentali, i Siah Band e i Doshakh nel loro insieme sono anche chiamati Paropamiso dagli studiosi occidentali. I monti del Pamir, che gli afghani chiamano "il tetto del mondo", si estendono nel Tagikistan, in Cina e nel Kashmir.
Tra i fiumi che nascono nella catena vi sono l'Helmand, lo Hari Rud e il Kabul.

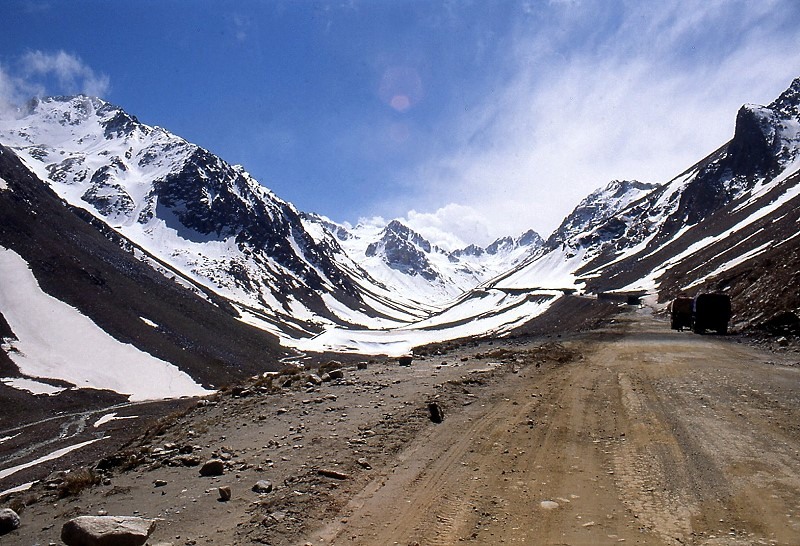
Il passo del Salang, in Afghanistan

### Passi e strade

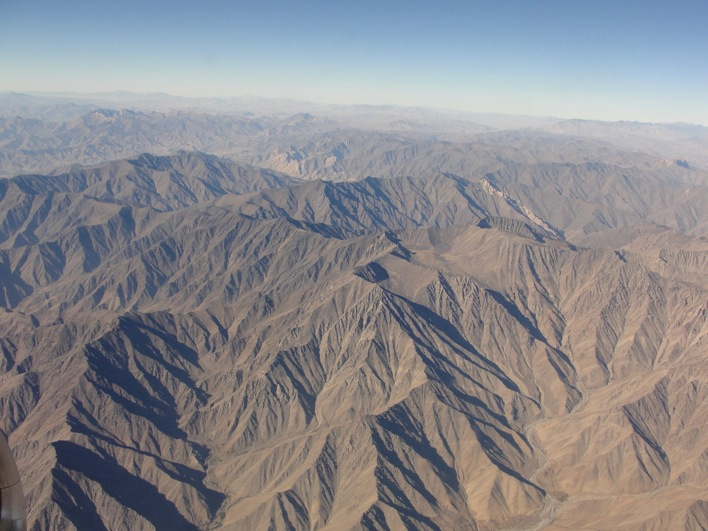
Vista dall'aereo dei monti del Hindu Kush nel nord dell'Afghanistan

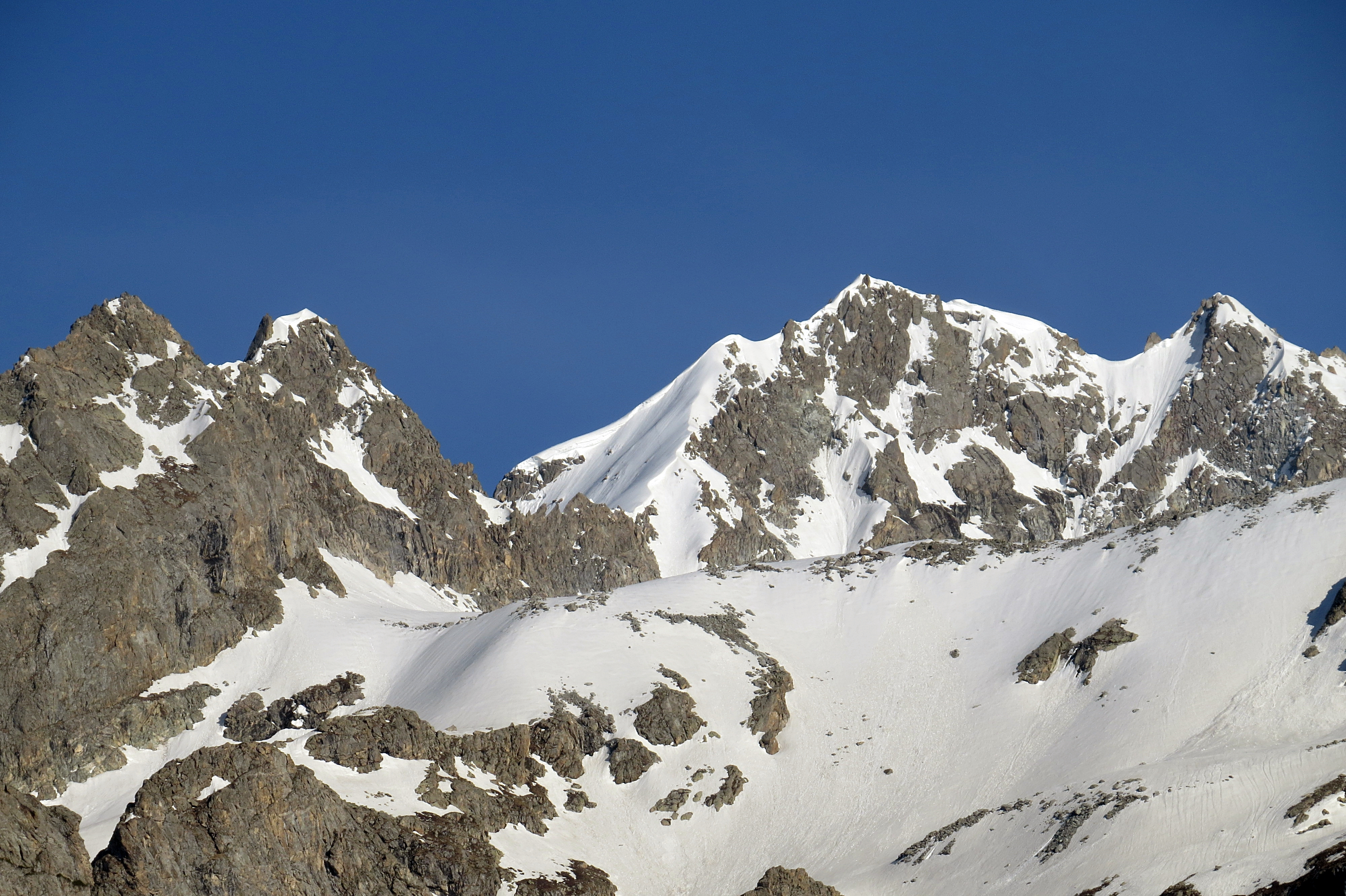
I monti dell'Hindu Kush visti da Kalam, nella Swat Valley del Pakistan.

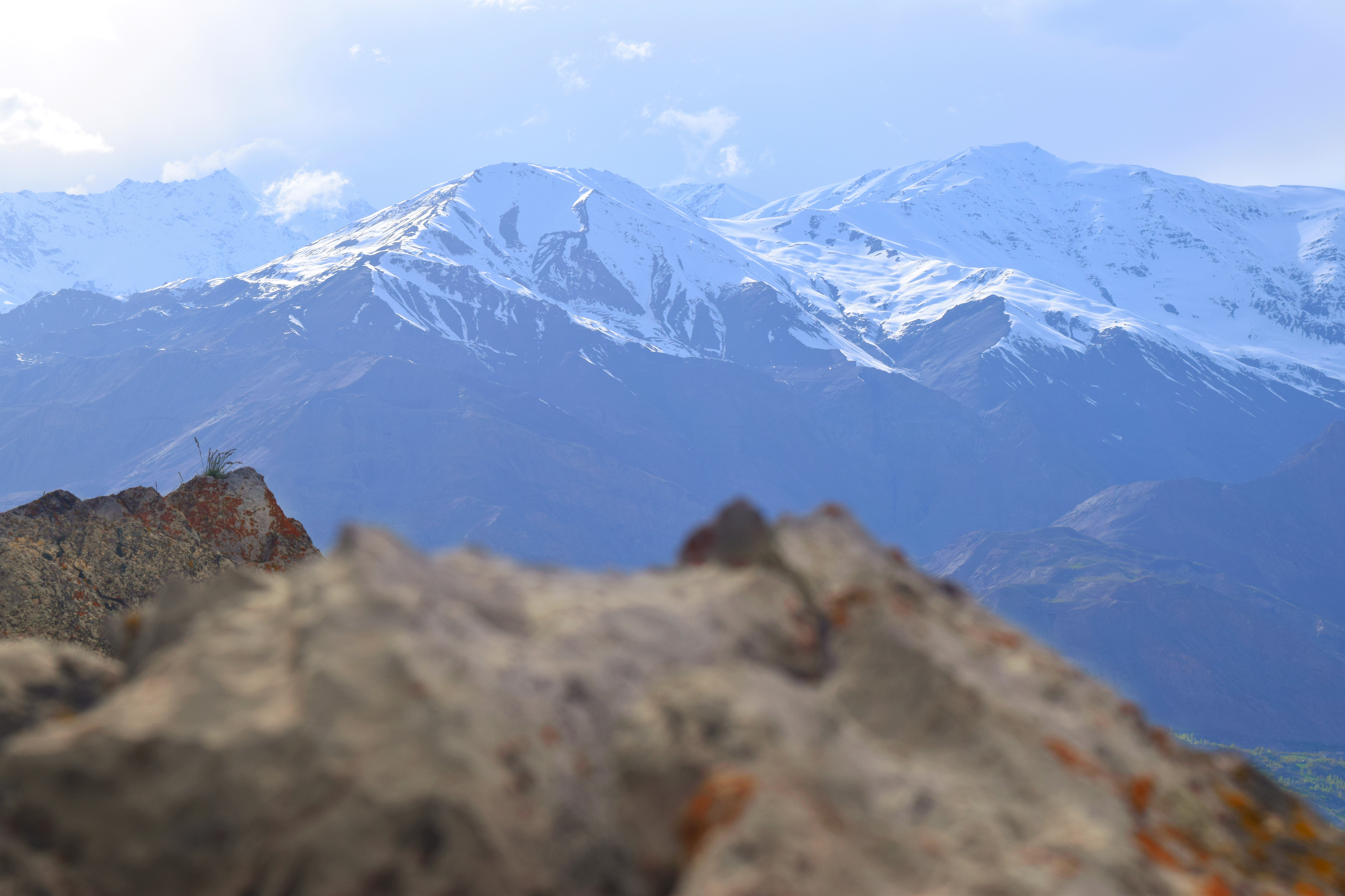

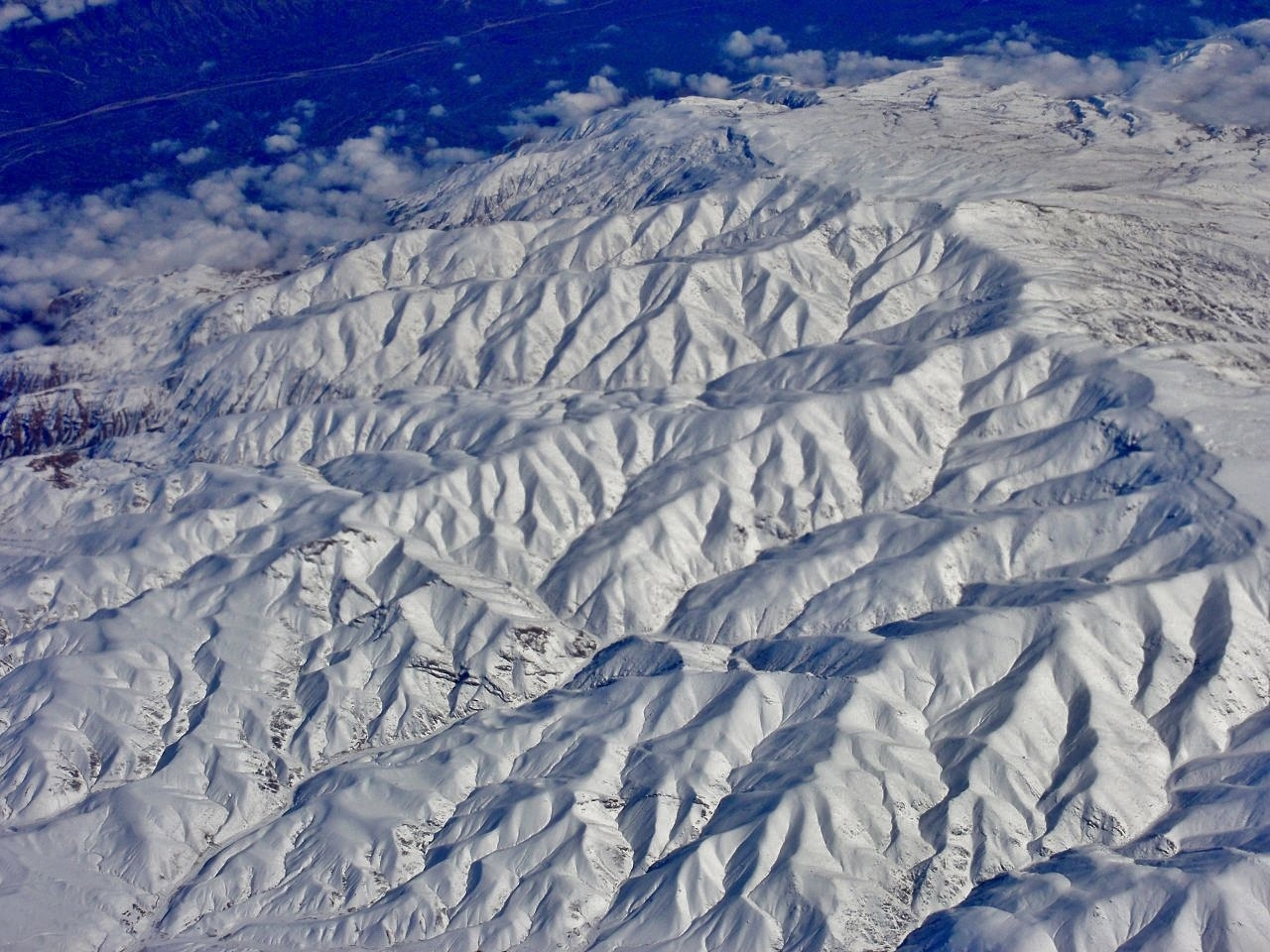
Visione invernale della catena dell'Hindu Kush nel 2013.

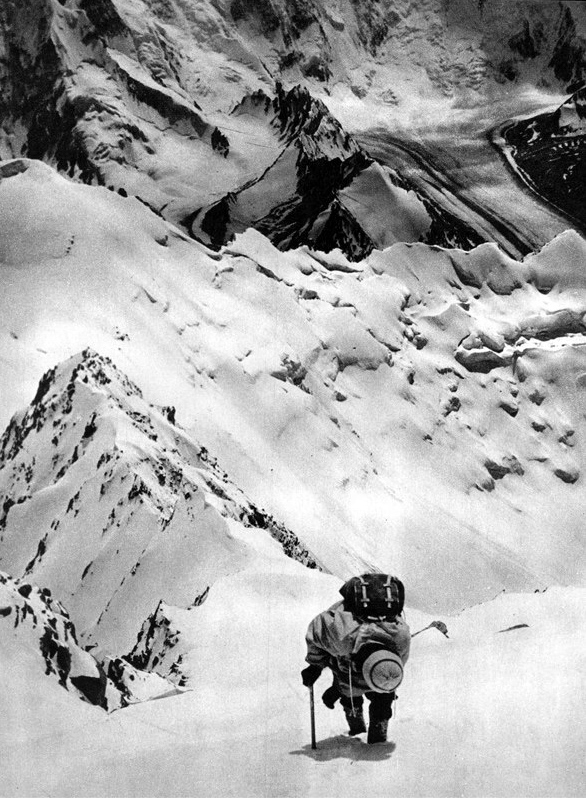
Spedizione cecoslovacca sull'Hindu Kush, sotto la vetta del Kala Panji, 28/08/1965

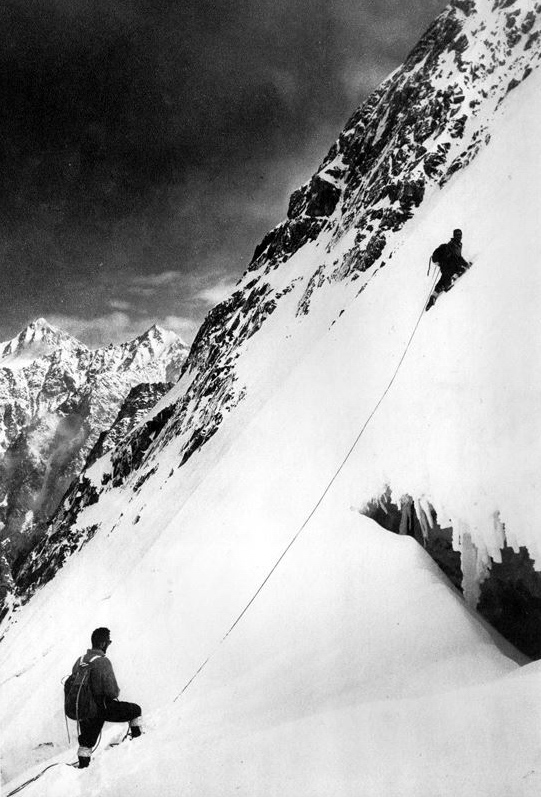
Spedizione cecoslovacca sull'Hindu Kush, sullo sfondo il Kala Panja. 1965

La catena è attraversata da molti passi (kotal), che formano una rete di importanza strategica per i trasporti nella regione. Il più importante di essi è il Kotal-e Sālang (3.878 metri), sulla via che collega Kabul alle regioni settentrionali dell'Afghanistan. Qui il completamento di una galleria nel 1964 ridusse i tempi di viaggio tra Kabul e il nord ad alcune ore, mentre in precedenza il viaggio verso il nord attraverso il Kotal-e Shibar (3.260 metri) richiedeva tre giorni. Il tunnel di Salang (a 3.363 metri di quota, lungo circa 2,6 km) e le altre numerose gallerie sulle strade di accesso al passo furono costruite con l'aiuto finanziario e tecnologico sovietico.
Prima della costruzione della strada di Salang, i passi più noti nella percezione storica occidentale dell'Afghanistan erano quelli verso il subcontinente indiano. Tra essi ricordiamo il passo Khyber (1.027 metri), in Pakistan, e il Kotal-e Lataband (2.499 metri), a est di Kabul. Nel 1960 fu costruita una strada nella Tang-e Gharu (la più spettacolare gola nella valle del fiume Kabul), che fornisce una via di transito molto più agevole rispetto a quella che attraversa il Kotal-e Lataband. Questa notevole impresa ingegneristica ridusse il tempo di viaggio tra Kabul e il confine pachistano da due giorni ad alcune ore.
Le strade attraverso i passi Salang e Tang-e Gharu ebbero un ruolo strategico critico durante l'invasione dell'Afghanistan da parte degli Stati Uniti (2001) e furono usate intensamente da veicoli militari pesanti; di conseguenza esse sono in pessime condizioni e transitabili con difficoltà. Molti ponti distrutti nei combattimenti sono stati ricostruiti, ma alcune delle strutture maggiori sono ancora danneggiate. Le frequenti chiusure dovute agli scontri nella regione nuocciono all'economia e al benessere di molte parti dell'Afghanistan, poiché si tratta di importanti vie per il traffico commerciale, gli aiuti umanitari e le forniture per la ricostruzione destinate all'intero paese.
In territorio afghano si trovano altri passi importanti. Il Wakhjir (4.923 metri) mette in comunicazione il corridoio di Wakhan con il Xinjiang, in Cina, e con le Aree del Nord in Pakistan. Tra i passi che collegano l'Afghanistan a Chitral, in Pakistan, vi sono il Baroghil (3.798 metri) e il Kachin (5.639 metri). Situati più a ovest sono il Shotorgardan (3.720 metri), tra le province di Lowgar e Paktia; il Bazarak (2.713 metri), sulla via di Mazar-e Sharif; il Khawak (3.550 metri) nella valle del Panjshir, e, alla sua testata, l'Anjuman (3.858 metri), che dà accesso al nord. Lo Hajigak (2.713 metri) e l'Unai (3.350 metri) conducono verso lo Hazarajat orientale e la valle di Bamian. Ancora più a ovest, i passi del Paropamiso sono situati a quote relativamente basse, intorno ai 600 metri; il più noto è quello di Sabzak (2.200 metri) tra le province di Herat e di Badghis, che collega le regioni occidentali e nordoccidentali dell'Afghanistan. Anche il passo di Peiwar Kotal, noto come teatro dell'omonima battaglia, conduce al Pakistan.

### Hindu Kush Orientale
L'Hindu Kush orientale (noto anche come "Alto Hindu Kush") si trova per la maggior parte nel Pakistan settentrionale e nelle province afghane di Nuristan e Badakhshan. Nella regione di Chitral, in Pakistan, sono situati il Tirich Mir, il Noshaq e l'Istoro Nal, le vette più alte della catena. La catena si estende poi verso Ghizar, Yasin e Ishkoman nella regione pachistana delle Aree del Nord.
La regione di Chitral è la più elevata dell'Hindu Kush, con le vette più alte, innumerevoli passi e imponenti ghiacciai. Tra questi, i più estesi sono quelli di Chiantar, Kurambar e Terich, che alimentano il fiume Kunar, che scorre verso sud entrando in Afghanistan e si unisce al Bashgal, al Panjsher e infine al molto più piccolo fiume Kabul.

## Necropoli dei Cafiri
In un articolo risalente alla metà del XX secolo si parla di statue di legno originarie della necropoli di Cafiri in musei di Kabul, capitale dell'Afghanistan e di Peshawar, capoluogo di provincia del Pakistan. La presenza nel tempo dei Cafiri, ivi descritti come «una piccola tribù che vive nelle valli nascoste tra le montagne dell'Hindkush», il cui nome, assente in moderne Enciclopedie quali l'Enciclopedia Universale Curcio (prima edizione 1963) o Zanichelli a cura di Edigeo (1995), è appena accennato nel Dizionario Enciclopedico Moderno (Edizioni Labor, Milano 1943): «Cafiri o Sciaposci. Abitanti del Cafiristan». Passati alla fede mussulmana, i Cafiri scomparvero praticamente come etnia tanto che, già nello stesso articolo risalente al 1960, è scritto che «il numero di coloro che sono legati alla fede d'origine diminuisce di anno in anno sempre più; (...) sembra che oggigiorno gli autentici Cafiri siano in tutto soltanto 1500».

## Geologia, clima, ambiente
L'Hindu Kush fa parte del grande complesso di catene montuose dell'Asia e dell'Europa formatosi nel corso dell'orogenesi alpino-himalaiana, a partire dalla fine del periodo mesozoico. Esso consiste principalmente di rocce metamorfiche (scisto, gneiss) e intrusive (graniti e dioriti) di varia età e dimensione. In termini geologici la catena è giovane ed è soggetta a frequenti terremoti, anche di magnitudine elevata.
I versanti meridionali sono esposti all'influenza dei monsoni estivi, con estati umide e inverni asciutti, e tra i 1300 e i 3300 metri circa di altitudine ospitano foreste di sclerofille e di conifere; i versanti settentrionali e occidentali ricevono piogge più scarse (principalmente in inverno e primavera) e ospitano soltanto radi alberi e cespugli nani. Le precipitazioni sono molto scarse o assenti nelle valli più interne, che sono caratterizzate da vegetazione desertica e da arbusti lungo i corsi d'acqua.
Alle altitudini più elevate (al di sopra dei 5000 metri) si trovano ghiacciai, particolarmente estesi nelle regioni orientali e centrali della catena, che sono un'importante fonte d'acqua in ogni stagione dell'anno.
Le zone dove l'acqua è sufficiente per l'irrigazione sono coltivate: alle quote più basse, a riso e frutta, a quelle più elevate a cereali e leguminose. I versanti meglio esposti sono utilizzati anche a pascolo.
Nella valle di Kowkcheh si trovano miniere di lapislazzuli sfruttate fin dall'antichità, e nelle valli del Panjsher e di alcuni dei suoi tributari sono presenti smeraldi di alta qualità. I famosi 'rubini balas' o spinelli, fino al XIX secolo erano estratti nella valle dell'Ab-e Panj (l'Amu Darya superiore), considerata il punto d'incontro tra l'Hindu Kush e la catena del Pamir. Tuttavia sembra che queste miniere siano esaurite.